# Dobele
Dobele (tysk: Doblen) er en by i landsdelen Zemgale i Letland beliggende nær centrum af Letland ved floden Bērze, 77 km sydvest for letlands hovedstad Riga. Dobele fik byrettigheder i 1917, da byen var en del af det tysk besatte Guvernement Kurland under 1. verdenskrig. I 2020 havde Dobele 8 856 indbyggere.

## Historie
Dobele bliver første gang nævnt i historiske kilder i 1254, da området blev delt mellem biskoppen af Riga og Den Liviske Orden. Træfæstningen i Dobele var længe et støttepunkt for zemgalerne under Zemgalens uafhængighedskrig (1279-1290). Slottet modstod adskillige angreb af korsfarerne under den sidste fase af de Nordiske korstog i Letland, men blev indtaget i 1289, og zemgalerne flygtede til Litauen.
I 1335 opførte den Liviske Orden en muret borg hvor træfæstningen havde været, et landsbysamfund voksede op omkring borgen og fæstningen udviklede sig til en handelsstation.
Efter opløsningen af ordenen blev Dobele indlemmet i Hertugdømmet Kurland og Semgallen. I 1600-tallet under hertug Kettler blev der blandt andet bygget en vandmølle og et savværk, samt en eddikefabrik. I den anden polsk-svenske krig (1600-1629) var slottet midlertidigt besat af svenskerne. Ruinerne af denne fæstning er stadig synlige og er i færd med at blive restaureret.
I 1795 blev Hertugdømmet Kurland og Semgallen en del af Kejserriget Rusland. I 1881 havde Dobele 1083 indbyggere. Dobele fik byrettigheder i 1917. Anlæggelse af Jelgava- Liepāja-jernbanenlinjen medførte en periode med udvikling for byen.
Efter den anden Verdenskrig voksede byen ved at tiltrække erhvervslivet. Dobele var to store kaserne nær Den Røde Hær.

## Industri
Dobele er hjemsted for mange store virksomheder blandt andet møller, den kemiske fabrik "Spodrība", og lysstøberiet "Baltic Candles".

## Uddannelse
I Dobele er der adskillige uddannelsesinstitutioner, blandt andet musik og kunst skoler og en erhvervsskole.

## Kultur
Dobele har et kulturentret samt et museum. I byen er der 8 nationalt beskyttede monumenter Blandt andet det gamle slot, kirken og rådhuset.
I Dobole fejres flere årlige festivaler og helligdage herunder Ielīgosim Janus (dansk: ~ Midsommerfest).

## Demografi
Letterne udgør 75,5% af befolkningen. Russerne er et betydeligt mindretal på 14%. Hviderusserne udgør 3,3%, litauerne udgør 2,3%, ukrainerne udgør 1,8%, polakkerne udgør 1,5% og 1,6% udgøres af andre nationaliteter.

## Kendte personer
| Født i Dobele - Aleksejs Kudrins (Алексей Леонидович Кудрин, 1960 - ) - russisk politiker - Viktors Ščerbatihs (1974 - vægtløfter - Lauris Reiniks (1979 - ) - musiker, skuespiller | Bor i Dobele - Augusts Bīlenšteins - etnograf, lingvist, teolog |

## Venskabsbyer
Dobele har 6 venskabsbyer
| - Lääne-Virumaa, Estland - Akmenė, Litauen | - Joniškis, Litauen - Konin, Polen | - Ängelholm, Sverige - Schmölln, Tyskland |

## Galleri
- Ruiner af Dobele slot
- Den hellige treenigheds kirke i Dobole